# Муфарридж ибн Дагфаль
Муфарридж ибн Дагфаль ибн аль-Джаррах аль-Тайи, в ряде источников ошибочно именуемый как Дагфаль ибн Муфарридж, — бедуинский вождь племени Бану Тайи, эмир из династии Джаррахидов на юге Сирии и севере Палестины в годы правления Фатимидского халифата, неоднократно поднимавший восстания против захватчиков.

## Биография
Фатимиды пытались завоевать Палестину сразу же после захвата Египта и столкнулись с активным противодействием местных племён, которых возглавили вожди из племени Бану Тайи. Муфарридж был сыном Дагфаль ибн аль-Джарраха из семьи Джаррахидов, члена этого бедуинского клана. В начале 1970-х годов он первым из династии вступил в союз с карматами в их борьбе против исмаилитского Фатимидского халифата.
Муфарридж впервые появляется в источниках после битвы при Рамле в 977 году, когда тюркский эмир Дамаска Альптекин потерпел поражение от сил фатимидского халифа аль-Азиза. Он бежал в пустыню, где едва не умер от жажды, пока не был найден бедуинским вождём, который в прежние времена был его другом и союзником. Муфарридж привёл Альптекина к себе домой, но пока тот отдыхал продал его за 100 000 золотых динаров, которые халиф обещал за поимку эмира.
Следом Муфарридж появляется в источниках в 979 году, когда Абу Таглиб, эмир из династии Хамданидов прибыл в Палестину, спасаясь от буидского завоевания Эль-Джазиры и оказался втянут в сложную борьбу за власть между правительством Фатимидов и местными племенами. Вместе со своими последователями он поселился в Джавлане и пытался добиться от Фатимидов собственного признания в качестве правителя Дамаска. Затем Абу Таглиб попытался взять город силой, но был отражён повстанческим генералом. Под атакой дамаскцев, он направился дальше на юг в район Тивериадского озера. В надежде посеять раздор между арабскими племенами и использовать их раздор в пользу Фатимидов их военачальник Аль-Фадль ибн Салих пообещал город Абу Таглибу, при том что до этого он заявлял, что им будут править Джаррахиды. Когда Абу Таглиб, к которому присоединились соперники Муфарриджа, племя Бану Укаил, напал на Рамлу, последний обратился за помощью к Фатимидам. Аль-Фадль выдвинулся на помощь и в последовавшем сражении 29 августа 979 года Абу Таглиб был побеждён и взят в плен лично Муфарриджем. Провезя его через Рамлу на привязи к верблюду, Муррафидж прикончил его собственными руками, чтобы в будущем Фатимиды не смогли его использовать против вождя. Этот эпизод закрепил контроль Муфарриджа над Рамлой и ознаменовал начало подъёма его племени к власти в Палестине. После разгрома соперников Бану Тайи стали, по словам британского историка-востоковеда Хью Кеннеди, «главной бедуинской державой в этом регионе» и продолжали досаждать Фатимидам, поскольку, хотя они и признавали власть Фатимидов, на практике Муфарридж и его последователи действовали как независимые вожди.